# Peucedanum sprengelii
Peucedanum sprengelii är en flockblommig växtart som beskrevs av Dc. Peucedanum sprengelii ingår i släktet siljor, och familjen flockblommiga växter. Inga underarter finns listade i Catalogue of Life.